# Демографија Русије
Русија је вишенационална држава на чијој територији живи више од 180 народа.
Подаци са пописа обављеног 2010 говоре да је укупан број грађана Русије износио 142,905,200. Русија је 2014. године себи припојила Крим, који према попису спроведеном исте године има 2,284,769 становника.
Највећи градови Русије су: Москва (10,10 милиона становника), Санкт Петербург (4,58 мил.), Новосибирск (1,42 мил.), Нижњи Новгород (1,35 мил.) и Јекатеринбург (1,26 мил.).
Градског становништва има 74,8%, сеоског 25,2%.

## Национална структура
Национална структура (поменути су народи са преко 250.000 припадника): 
1. Руси — 111,016,896 становника (80,9%% од укупног становништва)
2. Татари — 5,310,649 становника (3,9%)
3. Украјинци — 1,927,888 становника (1,4%)
4. Башкири — 1,584,554 становника (1,15%)
5. Чуваши — 1,435,872становника (1,05%)
6. Чечени — 1,431,360 становника (1,04%%)
7. Јермени — 1,182,388 становника (0,86%)
8. Авари — 912,090 становника (0,66%)
9. Мордвини — 744,237 становника (0,54%)
10. Казаси — 647,732становника (0,47%)
11. Азери — 603,070становника (0,44%)
12. Даргинци — 589,386 становника (0,43%)
13. Удмурти — 552,299 становника (0,40%)
14. Маријци — 547,605 становника (0,40%)
15. Осети — 528,515 становника (0,38%)
16. Белоруси — 521,443 становника (0,38%)
17. Кабардинци — 516,826 становника (0,38%)
18. Кумици — 503,060 становника (0,37%)
19. Јакути — 478,085 становника (0,35%)
20. Лезгини — 473,722 становника (0,34%)
21. Бурјати — 461,389 становника (0,34%)
22. Ингуши — 444,833 становника (0,32%)
23. Немци —  394,138 становника (0,29%)
24. Узбеци — 289,862 становника (0,21%)
25. Тувинци —  263,934 становника (0,19%)
26. Коми — 228,235 становника (0,17%)

Руски језик је изразито доминантан и њиме се служи 98% становништва.

### Религија
Подаци о верском саставу су непоуздани, јер се вера не испитује у пописима становништва. Само је мањи део популације активно религиозан. Сматра се да су 16–48% становништва атеисти.
Законски се као традиционалне религије признају: православље, ислам, будизам и јудаизам. Словенско становништво је доминантно православно (има их око 100 милиона). У мале хришћанске групе спадају јерменски хришћани, римокатолици и протестанти. Исламској заједници припадају неки народи турског порекла (Татари, Башкири) и већина народа северног Кавказа (Чечени, Ингуши) (има их по разним проценама од 7 до 20 милиона). Будизам је традиционалан у: Бурјатији, Туви и Калмикији.